# Всеобщий народный конгресс Ливии
Всеобщий народный конгресс (араб. مؤتمر الشعب العام الليبي‎; Mu’tammar al-sha’ab al 'âmm) — высший орган законодательной власти Ливии, после провозглашения Джамахирии. Состоял из 2700 представителей, избираемых от 600 народных комитетов — местных органов власти. Избирался сроком на 4 года.
Здание народного конгресса было подожжено в 2011 году во время массовых волнений 2011 года. В самом начале гражданской войны противниками Муаммара Каддафи 27 февраля 2011 года был создан временный орган власти — Переходный национальный совет.
7 июля 2012, впервые за 40 лет, в стране прошли выборы в учредительную ассамблею — Всеобщий национальный конгресс. Комиссар избиркома Нури аль-Аббар отметил, что 101 из 1554 избирательных участков по всей стране не смогли открыться для голосования.
8 августа 2012 произошла смена власти от ПНС к Всеобщему национальному конгрессу.